# Pseudoromicia rendalli
Pseudoromicia rendalli is een zoogdier uit de familie van de gladneuzen (Vespertilionidae). De wetenschappelijke naam van de soort werd voor het eerst geldig gepubliceerd door Thomas in 1889.

## Voorkomen
De soort komt voor in Benin, Botswana, Burkina Faso, Kameroen, de Centraal-Afrikaanse Republiek, Tsjaad, Congo-Brazzaville, Congo-Kinshasa, Gambia, Ghana, Kenia, Malawi, Mali, Mozambique, Niger, Nigeria, Rwanda, Senegal, Sierra Leone, Somalië, Zuid-Afrika, Soedan, Tanzania, Togo. Oeganda en Zambia.